# Eucalyptus acies
Eucalyptus acies är en myrtenväxtart som beskrevs av Murray Ian Hill Brooker. Eucalyptus acies ingår i släktet Eucalyptus och familjen myrtenväxter. Inga underarter finns listade i Catalogue of Life.